# 1950-1959
De jaren 1950-1959 (van de christelijke jaartelling) zijn het zesde decennium in de 20e eeuw.

## Meerjarige gebeurtenissen en ontwikkelingen
Koude Oorlog
- De Bondsrepubliek Duitsland wordt geïntegreerd in de westelijke wereld. In 1955 krijgt het land toestemming zich te herbewapenen en lid te worden van de NAVO.
- Er is veel weerstand tegen de West-Duitse herbewapening. De Sovjetleider Nikita Chroesjtsjov roept de landen in de Russische invloedssfeer bijeen voor de oprichting van het Pact van Warschau, een tegenhanger van de NAVO.
- Dwars door Duitsland loopt het IJzeren Gordijn met steeds meer versperringen en wachtposten. Maar Berlijn is nog open, en tussen 1949 en 1961 trekken een miljoen Oost-Duitsers van de Russische naar een van de westelijke zones.
- In Oost-Europa wordt elke oppositie uitgeschakeld. Zo wordt in Tsjecho-Slowakije Rudolf Slansky opgehangen en in Roemenië Ana Pauker onder huisarrest geplaatst. De Hongaarse Opstand wordt met groot geweld neergeslagen.
- In West-Europa bestaan machtige communistische partijen in Italië en Frankrijk. In Spanje en Portugal handhaven zich semifascistische regimes.
- Joseph McCarthy voert zijn heksenjacht op communisten in de VS.
- De Verenigde Staten van Amerika en de Sovjet-Unie doen proeven met een waterstofbom, waarna de Atoomklok wordt ingesteld. Het Verenigd Koninkrijk en Frankrijk doen hun eerste kernproeven.
- Birma, Egypte, India, Indonesië, Joegoslavië en Ghana nemen het voortouw bij het stichten van de Beweging van Niet-Gebonden Landen.

België
- De schoolstrijd laait weer op als een coalitie van socialisten en liberalen onder Achilles Van Acker probeert het onderwijs te seculariseren.
- Expo 58 vindt plaats. Dit is de eerste wereldtentoonstelling sinds de Tweede Wereldoorlog, en staat volledig in het teken van het geloof in vrijheid en vooruitgang.
- Een polio-epidemie is de impuls om een nationaal ambulancenetwerk op te zetten.

Nederland
- Vanaf 1949 voert het kabinet-Drees-Van Schaik een actief emigratiebeleid, met als doel verlichting te bieden aan de bevolkingsdruk en om de werkloosheid onder agrariërs te verlagen. Populaire bestemmingen zijn de Verenigde Staten, Canada, Australië, Nieuw-Zeeland en Zuid-Afrika.
- De Watersnoodramp van 1953 leidt tot een grote krachtsinspanning: de Deltawerken. Op de radio zamelt het gezamenlijk programma Beurzen open, dijken dicht 6 miljoen gulden in voor de slachtoffers.
- De wederopbouw vraagt veel van het volk. Door middel van de geleide loonpolitiek worden de loontrekkers tot soberheid gedwongen. De woningnood leidt tot inwoning op grote schaal. In 1958 worden door de bestedingsbeperking de overheidsuitgaven beperkt.
- De Rooms-rode coalitie houdt het onder "Vadertje" Drees vol tot 1958. De nadruk ligt niet op individuele welvaart, maar op collectieve voorzieningen. Ko Suurhoff komt in 1956 met de AOW, en Frans-Jozef van Thiel is de eerste minister van Maatschappelijk Werk.
- De verzuiling van voor de oorlog keert terug, maar de scheiding is minder absoluut. De Nederlandse bisschoppen vaardigen in 1954 een mandement uit waarin ze de gelovigen aansporen zich in te zetten voor de maatschappij door actief werkzaam te zijn in de katholieke sociale organisaties en hun eenheid op staatkundig terrein te bewaren.
- De positie van de vrouw verbetert door de opheffing in 1956 van de handelingsonbekwaamheid van de gehuwde vrouw. De eerste vrouw in de regering is in 1953 staatssecretaris Anna de Waal van Onderwijs. In 1956 wordt Marga Klompé minister van Maatschappelijk werk.

Trends
- Opkomst van de postorderbedrijven zoals Ter Meulen Post, KeurKoop en Wehkamp. De klanten ontvangen op gezette tijden een catalogus met bestelformulieren. De bestellingen worden door eigen bezorgdiensten rondgebracht.
- Een nieuwe warmtebron doet haar intrede in de huiskamer: de oliestook (Vlaams: mazoutkachel). De oliehaard zou schoner zijn dan de kolenkachel, maar niet iedereen vindt deze warmte behaaglijk. Sommigen krijgen er zelfs hoofdpijn van.
- Het korte, wijde nachthemdje dat Carroll Baker draagt in de film Baby Doll, wordt een rage onder jonge vrouwen en geeft aan deze nachtmode zelfs de naam "babydoll".

Midden-Oosten
- In Egypte komt de nationalistische kolonel Gamal Abdel Nasser aan de macht. Hij nationaliseert het Suezkanaal en weerstaat de Britse en Franse militaire acties. Tegen Israël neemt hij een uiterst vijandige houding aan.
- De Suezcrisis maakt duidelijk dat het Verenigd Koninkrijk en Frankrijk geen wereldmachten meer zijn. De Sovjet-Unie krijgt vaste voet in het Midden-Oosten. Russische ingenieurs beginnen met de bouw van de Aswandam.
- In 1958 gaat een golf van panarabisme en Arabisch socialisme door de regio. In Irak wordt het hele koningshuis uitgemoord. Syrië en Jemen zetten hun leiders aan de kant en vormen onder leiding van Egypte de Verenigde Arabische Republiek. Een opstand in Libanon wordt door een Amerikaanse interventiemacht onderdrukt.

Amerika
- In de Verenigde Staten komt de Beweging voor de Burgerrechten van de grond. De rassenscheiding in de zuidelijke staten wordt door het Federaal Hooggerechtshof in 1954 verboden, maar president Eisenhower moet federale troepen sturen om toegang tot blanke scholen voor zwarte kinderen af te dwingen. Leider van de Burgerrechtenbeweging is dominee Martin Luther King. Ook de eerste zwarte student James Meredith gaat voor in de beweging. Maar een belangrijke impuls wordt gegeven door een naaister, Rosa Parks, als zij weigert op te staan voor een blanke passagier in de bus die haar na een lange werkdag naar huis brengt. Ze wordt gearresteerd, maar na een lange juridische strijd wordt de segregatie in het openbaar vervoer, alsook in restaurants, bioscopen en andere openbare lokalen, verboden.
- Het zijn in de VS de jaren van de drive-in bioscoop.
- De Cubaanse Revolutie wordt geleid door Fidel Castro en zijn Beweging van de 26ste Juli. Ze culmineert op 1 januari 1959 in de val van de dictator Fulgencio Batista en de vestiging van een communistisch regime in de achtertuin van de VS. .

Azië
- Koreaanse Oorlog
- Invasie van Tibet in 1950-1951 door het Volksbevrijdingsleger. Het theocratische bestuur reageert verdeeld: de tiende pänchen lama is niet bij voorbaat tegenstander van de bezetting, maar de veertiende dalai lama wel. Van het toegezegde zelfbestuur komt niets en Chinezen stromen het staatje binnen om er zich te vestigen. In 1959 moeten de Chinezen een volksopstand onderdrukken. De dalai lama vlucht over de Himalaya naar India: begin van de Tibetaanse diaspora.

Derde wereld
- De eerste landen in Afrika worden onafhankelijk: Marokko, Tunesië, Libië, Soedan, Ghana en Guinee.
- In de Unie van Zuid-Afrika wordt de apartheid ingevoerd onder leiding van Hendrik Verwoerd.
- De Britten voeren koloniale oorlogen in Malakka, Kenia en op Cyprus. Frankrijk wordt in 1954 verdreven uit Indochina en raakt vervolgens verstrikt in een bevrijdingsstrijd van Algerije.
- Nederland begint met de dekolonisatie van "de West". Suriname en de Nederlandse Antillen krijgen eigen regeringen. In 1954 wordt hun autonomie vastgelegd in het Statuut voor het Koninkrijk.
- In Belgisch-Congo worden de eerste universiteiten gesticht: de katholieke universiteit bij Leopoldstad in 1954 en de staatsuniversiteit in Elizabethstad in 1956.

Verkeer
- De motorisering komt op gang. Een auto is nog voor weinigen weggelegd, maar de bromfiets en de scooter worden populaire vervoermiddelen.
- In de grote steden wordt in drukke straten naar Brits voorbeeld het zebrapad ingevoerd om voetgangers een veilige oversteek te bieden. Om automobilisten te waarschuwen voor overstekende voetgangers wordt de knipperbol geïntroduceerd.
- Ford is in 1956 de eerste grote fabrikant die een autogordel introduceert. Het is een tweepuntsheupgordel. Volvo komt in 1959 met de driepuntsgordel, die over de schouder loopt en een betere bescherming biedt.
- Het Amsterdamse Kromhout bouwt een sterke positie op op de markt van vrachtwagens en bussen, totdat vanaf 1957 DAF uit Eindhoven marktleider wordt. Die fabrikant komt, ook in 1957, met een kleine personenauto: de DAF 600 met variomatic.

Scheepvaart
- De walvisvangst in de wateren rond Antarctica is op zijn hoogtepunt, maar deze loopt daarna sterk terug omdat de walvissen vrijwel uitgeroeid zijn.
- Opkomst van de Goedkope vlag in de scheepvaart. Panama), Honduras, Liberia en andere staten registreren handelsschepen onder gunstige voorwaarden, zoals lage belastingen en weinig regels. Griekenland past zijn voorwaarden aan.
- Ten westen van Rotterdam wordt tussen 1954 en 1960 het Botlekplan uitgevoerd: de aanleg van een groot haven- en industriegebied op de plaats van het eiland Rozenburg en de Welplaat. De havens zijn vooral bedoeld voor de aanvoer van aardolie en voor de petrochemische industrie.
- De White Pass & Yukon Route introduceert een revolutionair, nieuw systeem voor scheepsbevrachting, de container. In 1955 wordt het eerste containerschip ter wereld gebouwd voor de WP&YR, de Clifford J. Rogers. Op deze manier kan men op een zeer eenvoudige manier goederen vervoeren; eerst worden de goederen in een container op een vrachtwagen geladen, die dan in Whitehorse wordt overgeladen op de trein. In Skagway wordt de vracht naar Vancouver verscheept.

Lucht- en ruimtevaart
- Een populair vliegtuig is de Vickers Viscount met turboprop. Het grootste passagierstoestel is de Lockheed Constellation, vaak liefkozend "Conny" genoemd.
- In 1953 bedenkt de Australische ingenieur Dave Warren de zwarte doos om de vluchtgegevens van een vliegtuig vast te leggen met het oog op een ramp. Pas in 1958 toont de luchtvaartwereld belangstelling, en in 1960 stelt Australië als eerste de recorder verplicht aan boord van verkeersvliegtuigen.
- Begin van de ruimtevaart met lancering van de Spoetnik 1 door de USSR.

Media
- Het bezit van een radiotoestel is algemeen geworden. De ontvangst wordt beter, vooral met een FM-antenne. Er vinden experimentele stereo-uitzendingen plaats: voor de ontvangst moet men twee toestellen diagonaal tegenover elkaar plaatsen.
- Massaal luistert Nederland naar series als De familie Doorsnee, Paul Vlaanderen en Sprong in het heelal.
- De eerste televisie-uitzendingen gaan van start maar een tv-toestel is nog maar voor weinigen weggelegd. Wie een toestel bezit kan rekenen op veel visite. Gelukkig zijn er maar drie dagen in de week uitzendingen.

Voeding
- Opkomst van het Chinees restaurant, dat zich in Nederland Chinees-Indisch noemt met het oog op de vele Nederlanders die als koloniaal of oud-militair herinneringen hebben aan de Indonesische keuken, met gerechten als nasi en bami. De gerechten zijn minder gekruid en de porties groter. Van dat laatste is de grote loempia een bekend voorbeeld, die echt Nederlands is en aan de Nederlandse gebruiken is aangepast.
- Introductie van de diepvrieskluis, die particulieren kunnen huren in een diepvrieshuis voor het bewaren van vlees en groenten.

Wetenschap
- Veel landen hebben interesse in het vreedzaam gebruik van kernenergie en beginnen met proefnemingen. Zo bouwt België de Proefreactor in Mol en Nederland het Reactorcentrum Petten.
- Er ontstaan nieuwe theorieën in de psychologie en behandelmethodes in de psychiatrie, zoals de Rationeel-emotieve therapie van Albert Ellis en de Transactionele Analyse van Eric Berne.
- De Amerikaanse microbioloog Arthur Nobile weet begin jaren '50 het bijnierschorshormoon Prednison te isoleren. In 1955 komt het als geneesmiddel op de markt tegen auto-immuunziekten en andere aandoeningen.

Stad en land
- Terwijl in de Noordoostpolder de huizen en boerderijen al worden opgeleverd, wordt Oostelijk Flevoland ontworpen.
- In Nederland en België wordt op grote schaal kunstmatige inseminatie ingevoerd in de runderteelt.
- Een conflict over het gebruik van de Friese taal in de rechtszaal leidt in 1951 tot een veldslag in Leeuwarden tussen politie en demonstranten, bekend als Kneppelfreed. Hierna wordt de positie van het Fries verbeterd: in 1955 wordt het een schoolvak en in 1956 een toegestane taal in de rechtspraak.
- Het warenhuis HEMA introduceert de franchiseformule in Nederland. Zelfstandige winkeliers nemen in inrichting en assortiment de gedaante aan van een HEMA-filiaal.
- In 1951 wordt zout gevonden bij Winschoten. In 1957 opent een grote sodafabriek in Delfzijl.

Muziek
- Hoogtij van de crooners in Amerika, zoals Frank Sinatra, Dean Martin, Andy Williams en Pat Boone. Gevierde zangeressen zijn Doris Day, Dinah Shore en Jo Stafford. In Engeland en Europa is Vera Lynn populair met haar uit de oorlog stammende repertoire.
- Bloei-jaren van de jazzmuziek met nieuwe stromingen als de bebop (Charlie Parker, Thelonious Monk, Dizzy Gillespie, Charles Mingus) en iets later ook de cool jazz (Miles Davis, Gerry Mulligan, Chet Baker) en de free jazz (onder anderen Ornette Coleman en John Coltrane). De nachtconcerten in het Concertgebouw worden razend populair en een begrip.
- Chicago blues wordt grootgemaakt door mensen als Willie Dixon, Muddy Waters, John Lee Hooker en Elmore James.
- Rock-'n-roll, beroemd gemaakt door Elvis Presley en Bill Haley, de eerste echte jeugdcultuur.
- In de Brusselse Folies Bergère bloeit een succesvolle mix van jonge Belgische muzikanten als Jean Toots Thielemans en Bobbejaan Schoepen.
- Bloei van het Jordaanlied, het Limburgse repertoire van de Selvera's, Harry Bordon en van Frits Rademacher.

Amusement
- De variété-avonden trekken in Nederland volle zalen. Conferenciers als Gerard Walden presenteren programma's met bijv. een goochelaar of acrobaat, enkele instrumentalisten en een zanger of zangeres.
- De Utrechtse goochelaar Fred Kaps wordt driemaal wereldkampioen en treedt op voor de groten der aarde.
- Elk café beschikt over een jukebox met een ruime keus aan 45 toerenplaatjes.

Cultuur
- Prominent in Europa is de Franse cultuur. Het chanson van Patachou en George Brassens, Édith Piaf en Lucienne Boyer, het existentialisme, de romans van Françoise Sagan, de films van Roger Vadim en Brigitte Bardot.
- In Amerika worden beroemde musicals gemaakt, zoals My Fair Lady (1956), West Side Story (1957) en The Sound of Music (1959).
- Doorbraak van het pocketboek, zoals de Britse Penguin Books, De Nederlandse Salamanderpockets van Querido en de Zwarte Beertjes.

Innovatie
- De elektrische wasmachine vindt zijn weg naar veel huishoudens.
- In 1954 introduceert Pentax de "quick-return"-spiegel in de Asahiflex-spiegelreflexcamera, in 1957 komt het pentaprisma in de zoeker, die in vrijwel alle moderne spiegelreflexcamera's gebruikt wordt.
- Uitvinding van de kunststof polypropeen.
- Het nieuwe materiaal schuimrubber vindt onder andere toepassing in matrassen.

Recreatie
- Het allereerste Disney-park, het huidige Disneyland Resort, opent in 1956 de deuren in de Verenigde Staten. Het park gaat de geschiedenisboeken in als het eerste themapark ter wereld.

Militair
- In de Koreaanse Oorlog gebruiken de Amerikanen voor het eerst straaljagers met een supersonische snelheid. Omdat het luchtafweergeschut nog niet op deze snelheden is ingesteld, worden maar weinig vliegtuigen verloren.
- Een populair automatisch wapen is de FN FAL, vanaf 1953 geproduceerd door het Belgische FN Herstal, en verkocht naar zeventig landen.

## Belangrijke personen in Nederland
- Koningin Juliana
- Prins Bernhard
- Willem Drees
- Louis Beel
- Jan de Quay
- Carl Romme
- Pieter Oud
- Rad Kortenhorst
- Josef van Schaik
- Frans Teulings
- Dirk Stikker
- Hendrik Tilanus
- Piet Lieftinck
- Teun Struycken
- Jan van den Brink
- Dolf Joekes
- Paul de Groot
- Sicco Mansholt
- Jaap Burger
- Marga Klompé
- Jo Cals
- Ko Suurhoff
- Jelle Zijlstra
- Herman Witte
- Joseph Luns
- Gerard Veldkamp
- Pieter Zandt